# 艾哈邁德·賈比爾·薩巴赫
艾哈邁德·賈比爾·薩巴赫（أحمد الجابر الصباح，Ahmad Al-Jaber Al-Sabah，1885年—1950年1月29日）是第十位科威特埃米爾，薩巴赫家族的成員，1921年至1950年之間統治科威特。
1936年，巴勒斯坦阿拉伯起義期間，艾哈邁德·賈比爾·薩巴赫基於和英國的條約拒絕了巴勒斯坦方提出的金援請求。他在1950年去世。

## 子女
- 賈比爾·艾哈邁德·薩巴赫（1928—2006）
- 薩巴赫·艾哈邁德·賈比爾·薩巴赫（1929—2020）
- 納瓦夫·艾哈邁德·賈比爾·薩巴赫（1937—2023）
- 米沙勒·艾哈邁德·賈比爾·薩巴赫（1940—）
- 法哈德·艾哈邁德·賈比爾·薩巴赫（英语：Fahad Al-Ahmed Al-Jaber Al-Sabah）（1945—1990）
- 法里哈·艾哈邁德·賈比爾·薩巴赫